# 格羅弗鎮區 (阿肯色州富蘭克林縣)
格羅弗鎮區（英語：Grover Township）是位於美國阿肯色州富蘭克林縣的一個行政鎮區。

## 地方資料
格羅弗鎮區的面積為60.06平方千米，當中陸地面積為57.73平方千米，而水域面積為2.33平方千米。根據2010年美國人口普查的數據，當地共有人口270人，而人口密度為每平方千米4.5人。